# Blindia jamesonii
Blindia jamesonii är en bladmossart som beskrevs av Montagne 1856. Blindia jamesonii ingår i släktet blindior, och familjen Seligeriaceae. Inga underarter finns listade i Catalogue of Life.